# Трей Льюїс (тенісистка)
Трей Льюїс (англ. Trey Lewis; нар. 27 листопада 1959) — колишня американська тенісистка.
Найвищим досягненням на турнірах Великого шолома було 2 коло в одиночному розряді.
Завершила кар'єру 1986 року.

## Фінали Туру WTA

### Парний розряд 2
| Легенда          |   |
| Великий шлем     | 0 |
| Чемпіонати WTA   | 0 |
| Tier I           | 0 |
| Tier II          | 0 |
| Tier III         | 0 |
| Tier IV & V      | 0 |
| Олімпійські Ігри | 0 |

| Титули за покриттям |   |
| Тверде              | 0 |
| Ґрунт               | 0 |
| Трава               | 0 |
| Килим               | 0 |

| Результат | Ранг | Дата            | Турнір                       | Покриття | Партнерка            | Суперниці                         | Рахунок  |
| Поразка   | 1.   | 14 березня 1983 | Піттсбург, Пенсільванія, США | Килим    | Івона Кучиньська     | Кенді Рейнолдс Пола Сміт          | 2–6, 2–6 |
| Поразка   | 2.   | 30 січня 1984   | Піттсбург, Пенсільванія, США | Килим    | Анна-Марія Фернандес | Марселла Мескер Крістіан Жоліссен | 6–7, 4–6 |